# William Abraham (Politiker, 1842)

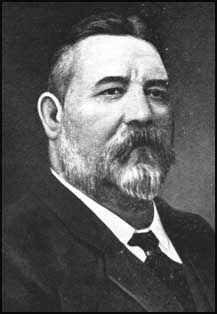
William Abraham (Mabon)

William Abraham (geboren am 14. Juni 1842 in Cwmafan, Glamorgan, Wales; gestorben am 14. Mai 1922 in Pentre, Glamorgan), allgemein bekannt unter seinem Barden-Namen Mabon, war ein walisischer Gewerkschaftsführer und Politiker (Labour) sowie von 1885 bis 1920 ein Unterhausabgeordneter der Labour Party.
Wenn auch Abraham 35 Jahre lang Abgeordneter im Unterhaus war, so war er doch vor allem als Gewerkschafter bekannt.
Ursprünglich war Abraham ein Pionier der Gewerkschaftsbewegung, der gegen den Widerstand der Kohlenbesitzer dafür kämpfte, dass die Arbeiter im Parlament vertreten waren. Er galt  später als gemäßigt; er war der  Meinung, dass Streitigkeiten durch Schlichtung und nicht durch Arbeitskampfmaßnahmen gelöst werden sollten. Dadurch geriet er ab den 1890er Jahren in Konflikt mit jüngeren und militanteren Führern. Obwohl die Niederlage der Bergarbeiter im Walisischen Kohlestreik von 1898 eine klare Niederlage für Mabons Strategie war, reichte sein Ansehen aus, um sicherzustellen, dass er der erste Präsident der South Wales Miners’ Federation wurde, die im Gefolge des Konflikts gegründet worden war. Abraham war für seine kraftvolle Stimme bekannt und ein berühmter Redner.

## Kindheit, Schulbildung, Arbeit
Abraham wurde in Cwmafan, Glamorgan, als vierter Sohn von Thomas und Mary Abraham geboren.  Er besuchte die staatliche Schule in Cwmafan, verließ sie aber schon in jungen Jahren und wurde Verzinner, bevor er im Alter von zehn Jahren Arbeit in der örtlichen Zeche als „Türjunge“  fand. Im Jahr 1864 verpflichtete  Abraham sich mit elf weiteren walisischen Bergleuten, drei Jahre lang in einem Kupferbergwerk in Chile zu arbeiten. Auf dem Weg nach Valparaiso über Kap Hoorn musste das Schiff sowohl Stürmen als auch der spanischen Marine ausweichen, die versuchte, den Handel mit ihren aufständischen Kolonien in Südamerika zu verhindern. Als sie im Bergwerk  ankamen, gab es keine Arbeit, und so kehrte Abraham an die Küste zurück und schaffte es, eine Arbeitspassage auf einem Schiff zurück nach Großbritannien zu bekommen. Nach dreizehnmonatiger Abwesenheit hatte er das Glück, seine alte Stelle wiederzuerlangen. Nach einem Umsatzrückgang im Jahr 1869 wurde er in Kurzarbeit versetzt und wechselte zu einem Weißblechwerk in Swansea.
In den 1870er Jahren wurde Abraham als Sänger und Dichter bekannt. Er nahm den Barden-Namen Gwilym Mabon an. Bald war er fast nur noch unter dem Namen Mabon bekannt.
Er arbeitete auch weiterhin im Bergbau. Im Jahr 1871 arbeitete er in der Caergynydd-Grube in Waunarlwydd in der Nähe von Swansea.

## Die Bergarbeitergewerkschaft
1871 vertrat Abraham die Interessen seiner Bergmannskollegen, als er für die Arbeiter der Grube Caergynnydd in einem Streit mit der Betriebsleitung verhandelte. Während des Streits reiste Lewis Morgan, der Rhondda-Beauftragte der Amalgamated Association of Miners, nach Waunarlwydd, um zu den Bergleuten zu sprechen. Bei dieser Gelegenheit sprach Lewis auch mit Abraham und bat ihn, auf der Zeche eine betriebliche Organisation dieser Gewerkschaft  zu gründen.  Abraham wurde 1872 zum Vertreter der Bergleute des Bezirks Loughor der A.A.M. ernannt. Er vertrat den Bezirk auf nationalen Konferenzen in Manchester und Wallsend. Obwohl in seinem Bezirk 8.000 Bergleute in die A.A.M. aufgenommen wurden, waren die Mittel der Gewerkschaft nach einer Reihe von Streiks Anfang bis Mitte der 1870er Jahre stark beansprucht. 1875, während eines weiteren Streiks, entdeckte die Vereinigung der Minenbesitzer, dass der A.A.M. das Geld ausging, und machte aus einer beabsichtigten 10-prozentigen Lohnkürzung eine 15-prozentige. Nur der Anthrazitdistrikt der Gewerkschaft blieb Mabon nach dieser Niederlage treu.
Die Bergleute waren gezwungen, wieder zu arbeiten, und die A.A.M. ging in Konkurs und wurde aufgelöst. Damit war Abraham der einzige Vertreter der Interessen der Bergleute in ganz Südwales, da die anderen Funktionäre gezwungen waren, andere Beschäftigungsmöglichkeiten zu finden. Abraham verließ Waunarlwydd und reiste in das Rhondda-Gebiet, in dem die Bergbauindustrie rasch wuchs. Er trat 1877 der Cambrian Miners’ Association bei, einer der wenigen Teilgewerkschaften der A.A.M., die den Zusammenbruch der Muttergewerkschaft überlebt hatten. Obwohl er nun ein prominenter Gewerkschafter war, war die Stimmung unter den Bergleuten im Rhondda-Tal so schlecht, dass zu seiner ersten Ansprache in Pentre 1877 nur 30 Personen erschienen. Abraham hielt weitere Ansprachen bei den Bergleuten, und im April 1877 wurde auf einer Versammlung in Llwynypia beschlossen, dass die Gewerkschaft wieder aufgebaut werden sollte und Beiträge zu einem Gewerkschaftskasse geleistet werden sollten. Die Cambrian Miners’ Association wurde neu organisiert, und unter Abrahams Führung wuchs die Zahl der Mitglieder von Null im Jahr 1877 auf 14.000 im Jahr 1885, was sie zum größten der sieben Distrikte im südwalisischen Kohlenrevier machte.

## Die Tätigkeit als Unterhausabgeordneter

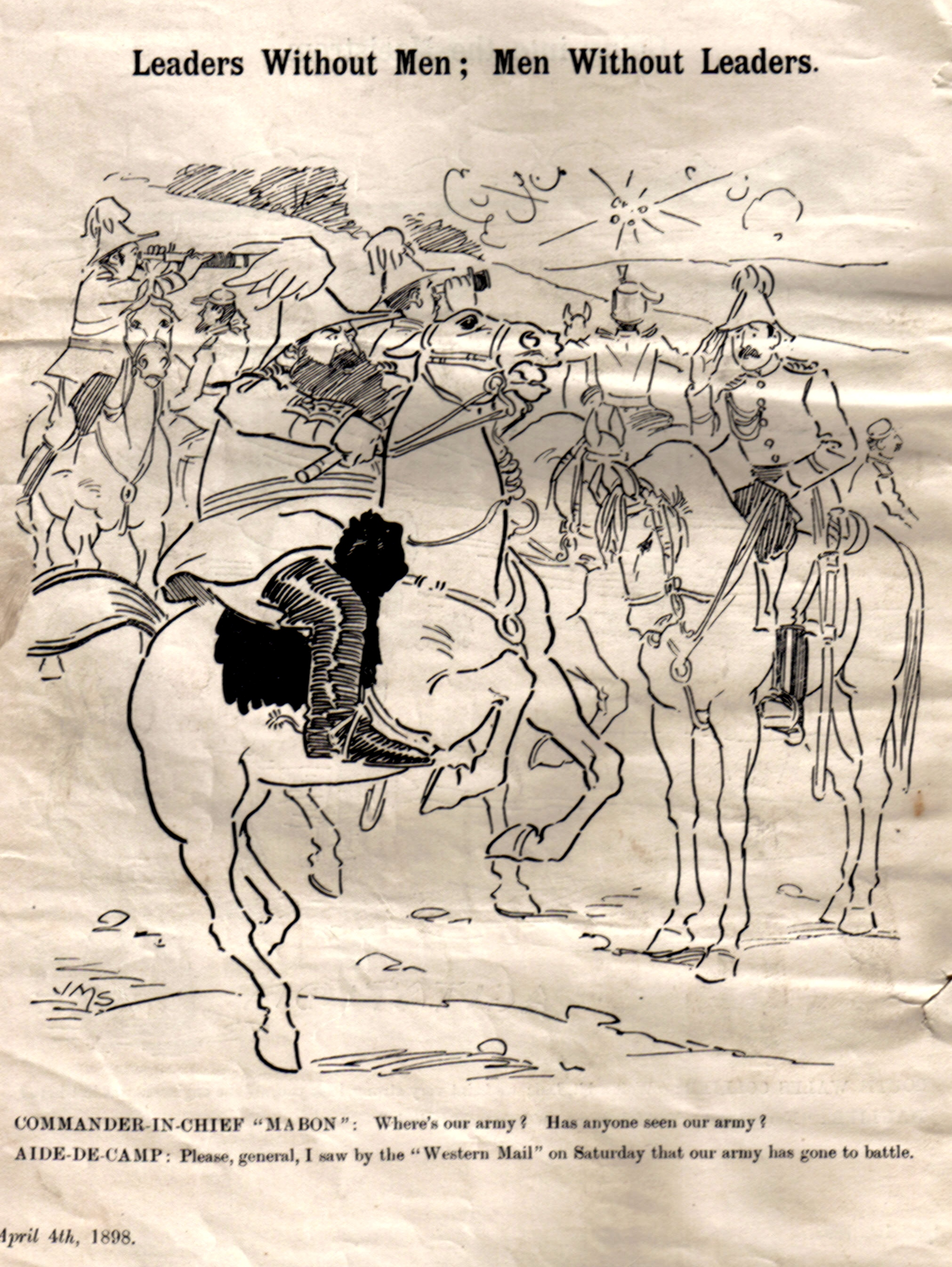
Karikatur von JM Staniforth in der Western Mail, die Abraham während des Bergarbeiterstreiks von 1898 darstellt.

Anlässlich der Wahl von 1874 wurde Abraham  als möglicher Kandidat für den Wahlkreis Carmarthen Boroughs gegen Arthur Stepney und Charles Nevill genannt, obwohl es keine wirkliche Aussicht auf eine Kandidatur gab. Während des Wahlkampfes wurde jedoch die Behauptung verbreitet, dass Abraham „speziell beauftragt wurde, die Bergleute und andere Männer gegen Herrn Nevill zu beeinflussen“. Jedenfalls gewann Nevill die Wahl.
Abraham wurde bei  den Parlamentswahlen 1885 als Abgeordneter der Liberal-Labour-Partei (Lib-Lab) für den neuen Wahlkreis Rhondda gewählt, als einer von zwölf Abgeordneten der Partei, die bei dieser Wahl ins Unterhaus einzogen. Nach seiner Wahl versuchte Abraham jedoch nicht, eine Machtbasis jenseits der Liberalen Vereinigung aufzubauen, obwohl diese von Personen beherrscht wurde, die seine Kandidatur abgelehnt hatten. Auch wenn er sich für die Sache der Arbeiterbewegung einsetzte, war er der Meinung, dass diese innerhalb des liberalen Programms untergebracht werden konnte.
Im Jahr 1898 war er einer der Hauptverhandlungsführer für die Bergarbeiter im Walisischen Kohlestreik von 1898, und obwohl der Streik der Bergarbeiter  keinen Erfolg hatte, kam es zur Gründung der South Wales Miners’ Federation, deren Präsident Abraham wurde.
Vor seiner Wiederwahl bei den Parlamentswahlen im Januar 1910 traten er und die meisten anderen Lib-Lab-Abgeordneten aus der Miners’ Federation of Great Britain der Labour Party bei.
Er hatte den Sitz in Rhondda bis zu dessen Abschaffung bei der Parlamentswahlen 1918 inne, als er in den neuen Wahlkreis Rhondda West gewählt wurde. Er legte sein Mandat 1920 nieder und starb zwei Jahre später im Alter von 79 Jahren.

### Bücher und Zeitschriften
- Craig, F. W. S.: British parliamentary election results 1918–1949. 3. Auflage. Parliamentary Research Services, Chichester 1983, ISBN 0-900178-06-X.
- Eric Wyn Evans: Mabon (William Abraham 1842–1922): a study in Trade Union Leadership. University of Wales Press, Cardiff 1959
- Lewis, E.D.: The Rhondda Valleys. Phoenix House, London 1959.
- Lloyd, John Edward und Jenkins, R.T.: The Dictionary of Welsh Biography Down to 1940. William Lewis, Cardiff 1958.
- McCririck, Mary: Stories of Wales: Book 3. Gee & Sons Ltd., Denbigh 1963.
- Morgan, Kenneth O.: Rebirth of a Nation. Wales 1889–1980. Oxford University Press, Oxford 1981, ISBN 0-19-821760-9.
- Morgan, Kenneth O.: Wales in British Politics 1868–1922. 3. Auflage. University of Wales Press, Cardiff 1991, ISBN 0-7083-1124-5.
- Pretty, David A.: David Morgan ('Dai o'r Nant'), miners' agent. A Portrait of Leadership in the South Wales Coalfield. In: Welsh History Review.
- Williams, Chris: Democratic Rhondda: Politics and Society 1885–1951. University of Wales Press, Cardiff 1996.